# Gustaaf Pickery
Gustaaf Pickery (Brugge, 9 augustus 1862 - aldaar, 28 februari 1921) was een Brugs beeldhouwer.

## Levensloop
Gustaaf Maria François Pickery was een zoon van de beeldhouwer Hendrik Pickery. Hij studeerde aan de Brugse academie en studeerde verder in Parijs. 
Vanaf 1889 werkte hij met zijn vader. Na 1894 volgde hij hem op als leraar in de Brugse academie en dit tot in 1920. 
Pickery speelde een rol in lokale verenigingen, onder meer:
- de Zwarte Kat,
- de Zeemonniken,
- de Cercle photographique de Bruges,
- de maatschappij Kunst.

Hij was de auteur van gebeeldhouwde portretten van prominenten en ook portretten van eenvoudige lieden. Onder zijn werken waren er:
- beelden in het stadhuis van Damme;
- het ruiterbeeld van Lodewijk van Gruuthuse, boven de ingang van het Gruuthusemuseum;
- het monument Hendrik Conscience in Blankenberge;
- beelden aan de Poortersloge in Brugge;
- oorlogsmonumenten in Assebroek, Sint-Kruis, Watou, Merkem;
- het borstbeeld van Jules Van Praet, Brussel;
- het borstbeeld van Hendrik Pickery, Brugge;
- het borstbeeld van Peter Benoit, Antwerpen;
- het borstbeeld van koning Leopold II, Provinciaal Hof, Brugge;
- het borstbeeld van koning Albert I, stadhuis Brugge;
- het borstbeeld van koningin Elisabeth, stadhuis Brugge.